# Чернобровцев, Александр Сергеевич
Александр Сергеевич Чернобровцев (12 сентября 1930, Липецк — 13 апреля 2014, Новосибирск) — российский художник-монументалист, член Союза художников СССР и России, заслуженный деятель искусств РСФСР (1981), лауреат премии Ленинского комсомола (1968), профессор кафедры монументально-декоративного искусства Новосибирской государственной архитектурно-художественной академии. С 18 июня 2003 года — Почётный житель города Новосибирска.

## Биография
Родился 12 сентября 1930 г. в Липецке. В предвоенные годы жил с мамой в Ленинграде. Вера Степановна Чернобровцева училась в архитектурном институте и много раз брала сына с собой на лекции, на занятия по рисунку — там он и сам что-то рисовал.
В 1946 г. А. С. Чернобровцев решил стать художником и поступил в Ленинградское высшее художественно-промышленное училище. Окончив училище в 1954, он поехал в Сибирь.
В начале 50-х годов Новосибирск, ещё молодой город, активно строился, его архитектурно-художественный образ только предстояло формировать. Вся его атмосфера, по воспоминаниям Александра Сергеевича, «дышала потребностью в искусстве».
Первой работой, давшей художнику имя, стало панно, созданное в сквере Героев революции и ставшее одним из первых значительных произведений монументального искусства в Новосибирске. В 1957 году, в 27 лет, Александр Чернобровцев по собственной инициативе сделал для сквера (для стены между сквером и Домом Ленина) проект монументального панно. Исторический момент вступления красноармейских частей и партизан в Новониколаевск, опознания жертв белогвардейцев лёг в основу работы, выполненной в технике цветного бетона на стене площадью 600 квадратных метров. 2 ноября 1960 года монументальное панно памяти борцов за Советскую власть в Сибири было открыто.
Значение свершённого художник оценил позже, когда пошли благодарственные письма и приветственные телеграммы от граждан города и области, появились хвалебные статьи в журнале «Художник», состоялся приём в члены Союза художников. Жизнь странным образом переменилась: общественная деятельность, преподавательская работа в студии, выступления, почётные представительства. Ему удалось открыть Новосибирское государственное художественное училище, быть его директором и преподавать в нём.
Всесоюзная слава к А. С. Чернобровцеву пришла после сооружения в 1967 г. мемориального ансамбля «Подвиг сибиряков в Великую Отечественную войну 1941—1945 гг.».
В 1991 г. было принято предложение о восстановлении часовни во имя святителя Николая, построенной в 1914 г. Новый проект составил тридцатилетний архитектор сын Александра Сергеевича — Пётр Чернобровцев. Сам же Александр Сергеевич осуществил роспись часовни (1998).
Многие другие монументальные работы А. Чернобровцева связаны с Новосибирском: резное панно «Скоморохи» в одноимённом кафе (1974), мемориальный ансамбль парка Победы в Бердске (1980), панно на станции «Октябрьская» новосибирского метрополитена (1985), панно «Апофеоз русской музыки» в вестибюле Большого зала Новосибирской государственной консерватории им. М. И. Глинки (1994).
Помимо архитектурных работ Александр любил писать портреты. Впервые он написал портрет ещё в институте. Уже тогда художник понял, что портрет должен передавать не только внешнее сходство, но и внутренний мир человека, рассказывать о нём. Через неяркие цвета и мягкие оттенки Чернобровцев создавал не просто реалистические портреты, а поэтические образы.
Скончался 13 апреля 2014 года в возрасте 83 лет. Похоронен на Заельцовском кладбище.

## Семья
- Вера Степановна Чернобровцева — мать
- Сергей Михайлович Чернобровцев — отец[3]
- Петр Александрович Чернобровцев — сын.
- Ольга Александровна Чернобровцева — дочь

## Работы
- Панно «Памяти павших» (Реквием) в Сквере Героев Революции (1960),
- Портрет Максима Горького в холле ДК им. Горького в Калининском районе Новосибирска,
- Мемориальный ансамбль «Монумент Славы», посвящённый подвигу сибиряков в Великой Отечественной войне (1967),
- Резное панно «Скоморохи» в кафе «Скоморохи» (1974),
- Мемориальный ансамбль парка Победы в Бердске (1980),
- Панно на станции «Октябрьская» новосибирского метрополитена (1985),
- Панно «Апофеоз русской музыки» в вестибюле Большого зала Новосибирской государственной консерватории им. М. И. Глинки (1994),
- Роспись часовни во имя Святителя и Чудотворца Николая (1998).

## Мемуары
Чернобровцев А. С. «Мой Новосибирск. Книга воспоминаний»

## Награды и почётные звания
- Заслуженный деятель искусств РСФСР (1981);
- Почётный житель города Новосибирска (2003)[5];
- Лауреат премии Ленинского комсомола (1968);
- Лауреат премии Губернатора Новосибирской области в сфере культуры и искусства (2003);
- Памятный знак «За труд на благо города» (Новосибирск, 2013)[6];
- Член Союза художников СССР;
- Член Союза художников России.